# Rag Mop
Rag Mop é uma música escrita pelo guitarrista de steel guitar Deacon Anderson e Johnnie Lee Wills e lançada em 1949.
É uma adaptação de "Get The Mop" de Henry Allen, gravada em 1946. A versão foi gravada por Johnnie Lee Wills em 1949, com letras reescritas por ele e Deacon Anderson, na maioria das vezes o título da música é cantado. Mais tarde, Allen e a publicadora dele processaram o músico, alegando que ele plagiou a sua composição. Vários artistas regravaram "Rag Mop", como o The Ames Brothers, que ficaram famosos com a gravação.

## Versão de The Ames Brothers
Um dos hits do grupo dos anos 40 foi o cover da melodia que foi lançado em 1950, junto com um dos primeiros sucessos do conjunto: "Sentimental Me". No mesmo ano, "Rag Mop" ficou em quinto lugar na parada de sucesso. É considerado um Novelty Song famoso.